# Бова
Бова (італ. Bova, сиц. Bova) — муніципалітет в Італії, у регіоні Калабрія,  метрополійне місто Реджо-Калабрія‎.
Бова розташована на відстані близько 530 км на південний схід від Рима, 120 км на південний захід від Катандзаро, 27 км на південний схід від Реджо-Калабрії.
Населення — 449 осіб (2014).
Щорічний фестиваль відбувається 5 травня. Покровитель — San Leo.

## Демографія
Населення за роками:

Станом на 1 січня 2023 року в муніципалітеті офіційно проживали 33 іноземці з 6 країн, серед них 3 громадяни країн Євросоюзу.

## Сусідні муніципалітети
- Африко
- Бова-Марина
- Кондофурі
- Паліцці
- Рогуді
- Стаїті